# 케인 앤 린치: 데드맨
케인 앤 린치: 데드맨(Kane & Lynch: Dead Men)은 IO 인터랙티브가 개발한 2007년 3인칭 슈팅 게임이다. 아이도스 인터랙티브에 의해 북아메리카와 PAL 지역에서 배급되었고, 일본에서는 스파이크가 맡았으며, 마이크로소프트 윈도우, 플레이스테이션 3, 엑스박스 360용으로 출시되었다. 휴대전화 버전은 킬루(Kiloo)에 의해 개발되었으며 아이도스 모바일에 의해 배급되었다. 2018년 1월 11일 기준으로, 이 게임의 판매 수는 100만을 넘겼다.

## 평가
| 평론 점수 평론사 점수 PC PS3 엑스박스 360 디스트럭토이드 N/A N/A 3/10 [ 2 ] EGM N/A N/A 7.17/10 [ 3 ] 유로게이머 N/A N/A 7/10 [ 4 ] 게임 인포머 N/A 7/10 [ 5 ] 7/10 [ 5 ] 게임 레볼루션 N/A C+ [ 6 ] N/A 게임프로 N/A N/A [ 7 ] 게임스팟 N/A 6/10 [ 8 ] 6/10 [ 8 ] 게임스파이 N/A N/A [ 9 ] 게임트레일러스 8/10 [ 10 ] 8/10 [ 10 ] 8/10 [ 10 ] 게임존 N/A 5.5/10 [ 11 ] 7/10 [ 12 ] IGN 7/10 [ 13 ] (US) 7/10 [ 14 ] (AU) 6.5/10 [ 15 ] 7/10 [ 14 ] [ 16 ] OXM (US) N/A N/A 8/10 [ 17 ] PC 게이머 (US) 58% [ 18 ] N/A N/A PSM N/A [ 19 ] N/A The A.V. Club N/A N/A C− [ 20 ] 통합 점수 메타크리틱 67/100 [ 21 ] 64/100 [ 22 ] 65/100 [ 23 ] |        |                       |              |
| 평론 점수 |        |                       |              |
| 평론사 | 점수   | 점수                  | 점수         |
| 평론사 | PC     | PS3                   | 엑스박스 360 |
| 디스트럭토이드 | N/A    | N/A                   | 3/10         |
| EGM | N/A    | N/A                   | 7.17/10      |
| 유로게이머 | N/A    | N/A                   | 7/10         |
| 게임 인포머 | N/A    | 7/10                  | 7/10         |
| 게임 레볼루션 | N/A    | C+                    | N/A          |
| 게임프로 | N/A    | N/A                   | [ 7 ]        |
| 게임스팟 | N/A    | 6/10                  | 6/10         |
| 게임스파이 | N/A    | N/A                   | [ 9 ]        |
| 게임트레일러스 | 8/10   | 8/10                  | 8/10         |
| 게임존 | N/A    | 5.5/10                | 7/10         |
| IGN | 7/10   | (US) 7/10 (AU) 6.5/10 | 7/10         |
| OXM (US) | N/A    | N/A                   | 8/10         |
| PC 게이머 (US) | 58%    | N/A                   | N/A          |
| PSM | N/A    | [ 19 ]                | N/A          |
| The A.V. Club | N/A    | N/A                   | C−           |
| 통합 점수 |        |                       |              |
| 메타크리틱 | 67/100 | 64/100                | 65/100       |